# Bálsamo del Tigre

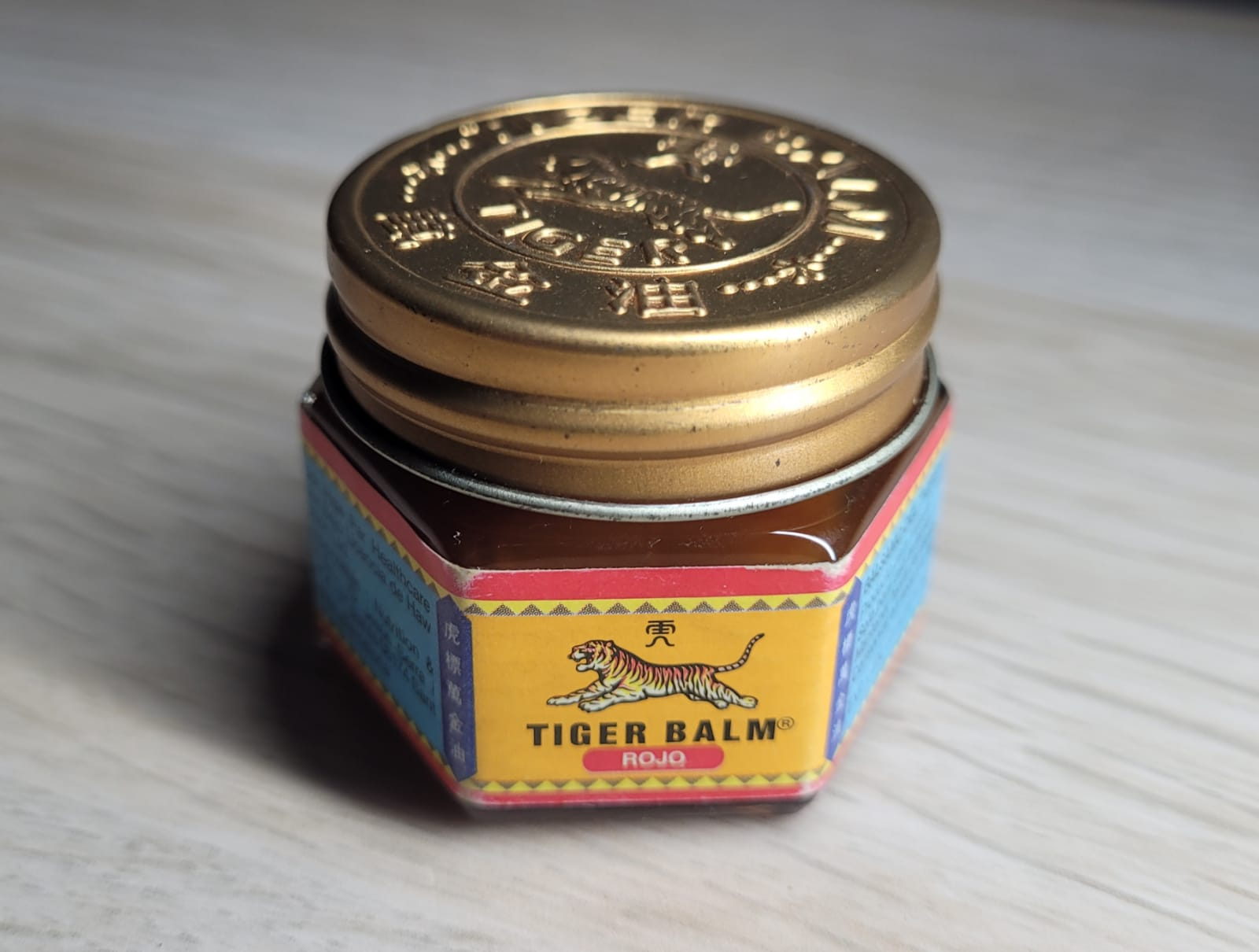
La versión roja del Bálsamo del Tigre.

Bálsamo de Tigre (en chino, 虎标万金油; pinyin, Hǔ biāo wànjīnyóu), también conocido como Tiger Balm, es una pomada de origen chino a base de ingredientes herbales. Aunque vendido como producto para masaje, el Bálsamo de Tigre también puede ser aplicado en casos de dolores musculares y de cabeza, migrañas, tos, chichones y picaduras de mosquitos. Existen distintas variedades de la pomada, sin embargo, las dos más conocidas son su versión roja y la blanca. Mientras que el Bálsamo de Tigre Rojo produce un efecto de calentamiento, el Blanco es refrigerante.

## Historia
Un precursor del bálsamo de tigre llamado Ban Kin Yu (chino: 萬金油; lit. 'Aceite de diez mil de oro') fue desarrollado en la década de 1870 en Rangún, Birmania, durante la era colonial británica por el herbolario chino practicante Aw Chu Kin, hijo de Aw Leng Fan, un herbolario chino hakka en Zhongchuan, provincia de Fujian, China.  Su padre lo había enviado a Rangún en la década de 1860 para ayudar en la tienda de hierbas de su tío. Finalmente, el propio Aw Chu Kin estableció un negocio familiar llamado Eng Aun Tong 永安堂 ("Salón de la paz eterna"). En su lecho de muerte en 1908, pidió a sus hijos Aw Boon Haw y Aw Boon Par que perfeccionaran el producto. En 1918, el producto pasó a llamarse "bálsamo de tigre" para ganar más atractivo.

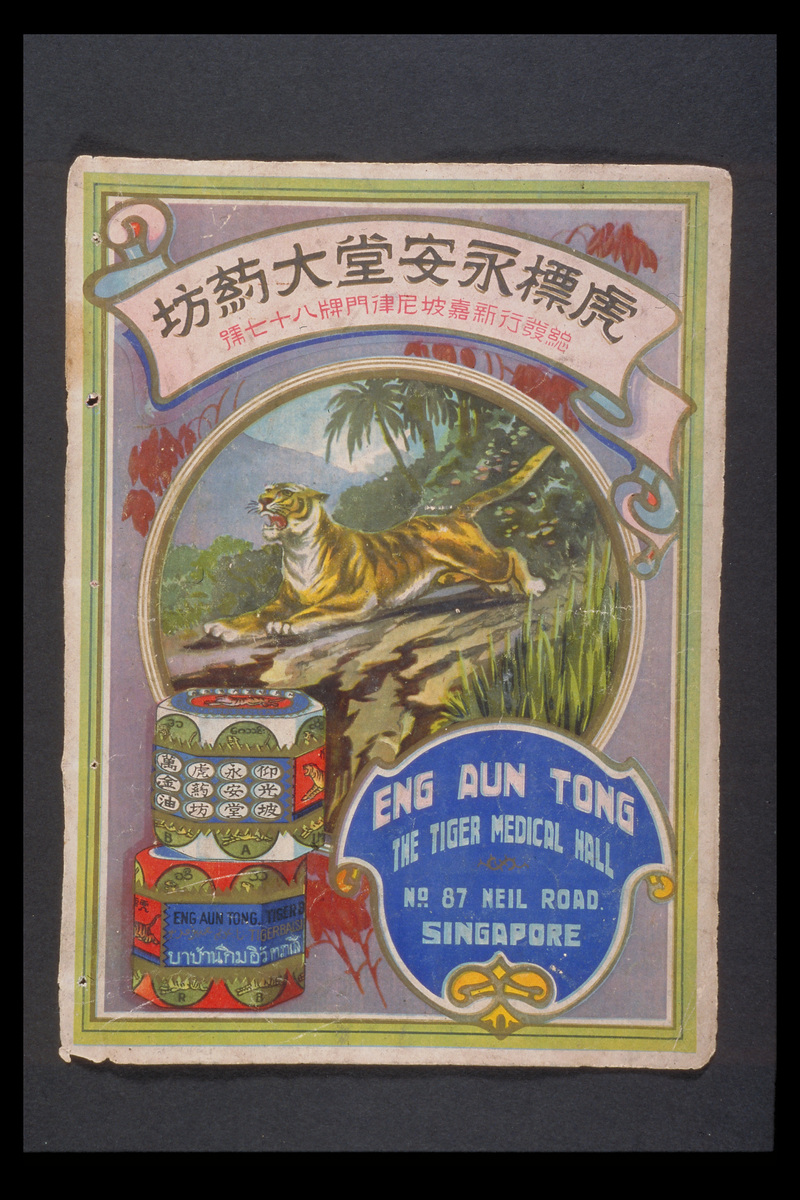
Tiger Balm en la década de 1930.

En 1918, la familia Aw se había convertido en una de las familias más ricas de Rangún.  En la década de 1920, los hermanos habían convertido a Eng Aun Tong en un imperio empresarial muy exitoso que producía y comercializaba productos farmacéuticos, incluido el ungüento medicinal Bálsamo de Tigre.  El Bálsamo de Tigre se vendía bien en Birmania y se exportaba a China, Japón y el sudeste asiático.
Los hermanos se mudaron a Singapur en la década de 1920 debido a problemas con el gobierno colonial británico.  Abrieron una sucursal primero en Amoy Street, luego se mudaron a Cecil Street y finalmente al 89 de Neil Road entre 1924 y 1926, en el cruce de Neil y Craig Road. La familia Aw fundó los Tiger Balm Gardens en Hong Kong en 1935, Singapur en 1937 y la provincia de Fujian en 1946  para promocionar el producto. Boon Haw también fundó periódicos en China y Singapur; su hija dijo que gastó tanto dinero en publicidad que "pensó que sería más barato abrir unos pocos periódicos". 

## Composición
Aceite de cajeput 0,7 g, aceite de menta 0,6 g. Otros ingredientes: parafina dura, vaselina amarilla, aceite de clavo, producto de reacción del aceite de canela chino y solución de amoníaco al 10%. Incluye rac. Alcanfor, levomentol, aceite de cajeput y aceite de menta.

## Indicaciones
El bálsamo de tigre se puede utilizar en los siguientes casos:
- Dolor muscular y articular.
- Migrañas y dolores de cabeza de intensidad leve a moderada.
- Picaduras de mosquitos: para aliviar el prurito.
- Tos: para despejar las vías respiratorias, aplicado en el pecho y en la espalda.
- Resfriados.
- Dolor de estómago.

También es utilizado por algunos estudiantes de medicina durante las sesiones de disección. Aplicado sobre una máscara, su fuerte olor puede cubrir el de los cadáveres con los que deben trabajar.

## Efectos secundarios
En 1990, un pequeño ensayo clínico de 20 pacientes destinado a verificar la seguridad de once preparados herbales tópicos de uso común en Hong Kong concluyó que el bálsamo de tigre causó 0,5 a 1,5% de los casos de irritación leve de la piel.
El bálsamo de tigre está contraindicado para niños menores de siete años y mujeres embarazadas o en período de lactancia debido a los aceites esenciales que contiene.
Puede haber peligro de reacciones en la piel si se agrega o se venda una fuente de calor externa, como una almohadilla térmica. No lo use junto con botellas de agua caliente o almohadillas térmicas.
No aplicar en las membranas mucosas, los ojos y la piel irritada. Las manos permanecen ligeramente humectadas, incluso después de un cuidadoso lavado de manos, frotando los ojos puede, después de la aplicación, ser muy desagradable. Puede ser fatal para los niños si se ingiere.
Puede causar reacciones alérgicas en la piel sensible.